# Cố Viêm Vũ
Cố Viêm Vũ (giản thể: 顾炎武; phồn thể: 顧炎武; bính âm: Gù Yánwǔ; 15 tháng 7 năm 1613 – 15 tháng 2 năm 1682), vốn tên là Cố Giáng (giản thể: 顾绛; phồn thể: 顧絳; bính âm: Gù Jiàng), tự Trung Thanh (忠清), sau đổi tên thành Viêm Vũ (炎武), tự Ninh Nhân (寧人), ngoại hiệu Đình Lâm tiên sinh (亭林先生), là một nhà tư tưởng Trung Quốc sống vào cuối thời Minh, đầu thời Thanh trong lịch sử Trung Quốc.
Ông đã trải qua tuổi trẻ của mình trong các hoạt động phản Thanh phục Minh sau khi người Mãn Châu chinh phục Trung Quốc. Khi các tàn dư của nhà Minh hoàn toàn bị sụp đổ, ông không phục vụ nhà Thanh mà đi ngao du toàn quốc và cống hiến hết mình cho học vấn. Cố Viêm Vũ, Vương Phu Chi, Hoàng Tông Hi được hậu thế gọi là Ba nhà nho lớn cuối thời Minh (明末三大儒, Minh mạt tam đại nho), Minh mạt tam tiên sinh (明末三先生) hoặc Ba nhà tư tưởng lớn cuối thời Minh (明末三大思想家, Minh mạt tam đại tư tưởng gia).

## Thân thế

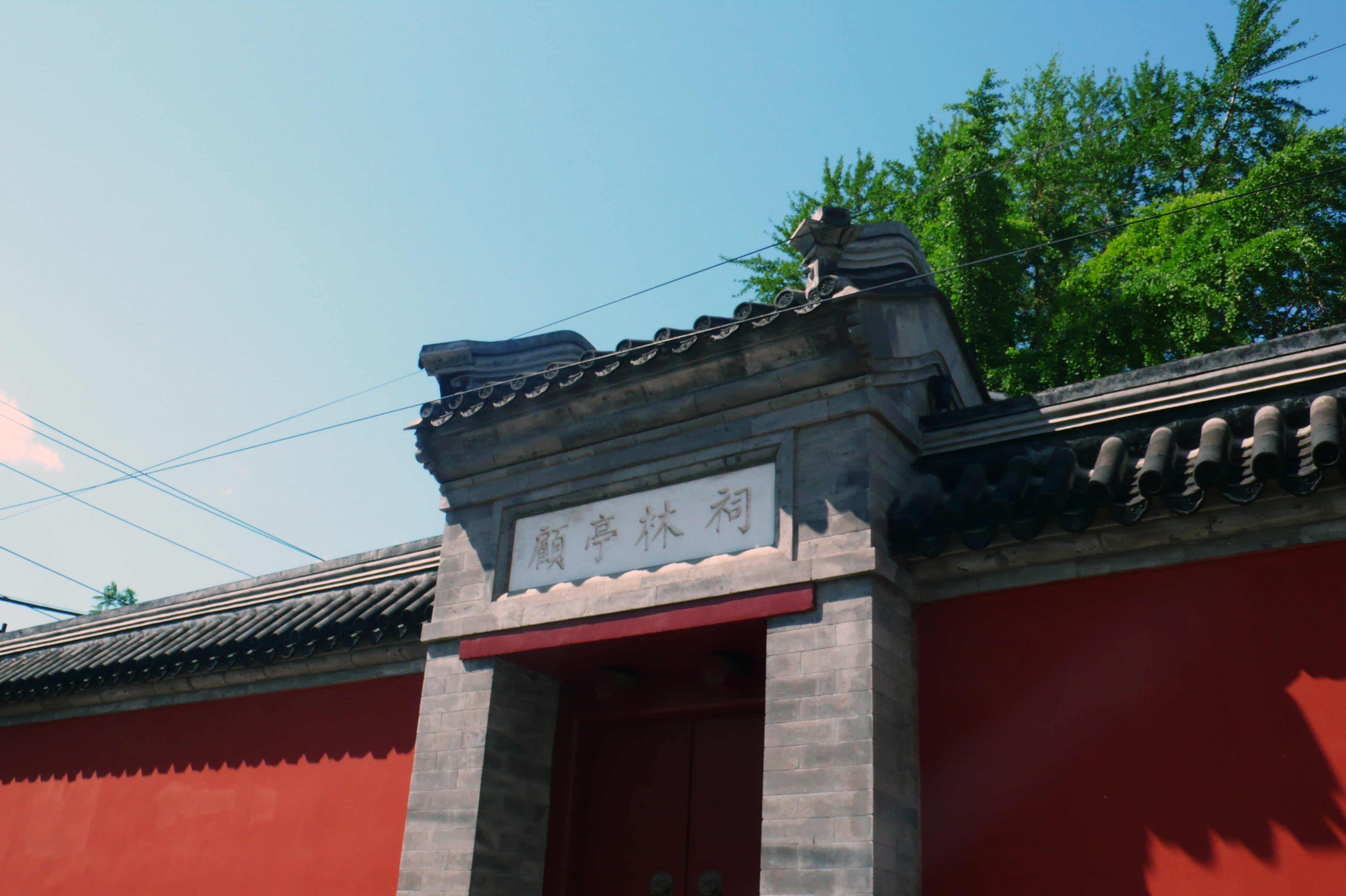
Miếu thờ Cố Viêm Vũ ở Bắc Kinh, ngày nay chỉ còn bảng hiệu và bia đá.

Cố Giáng quê ở huyện Côn Sơn, phủ Tô Châu, Trực Lệ, sinh năm 1613 dưới thời Vạn Lịch trong một gia tộc lớn ở Giang Đông. Cụ của ông là Nam Kinh Binh bộ Hữu thị lang Cố Chương Chí. Ông nội tên là Cố Thiệu Phất (顾绍芾), từng là Giám sinh Quốc tử giám. Cha đẻ tên là Cố Đồng Ứng (顧同應), mẹ đẻ họ Hà. Em gái ông gả cho người cùng huyện là Từ Khai Pháp (徐開法), sinh ra ba anh em Từ Nguyên Văn, Từ Càn Học, Từ Bỉnh Nghĩa, đều đỗ đạt thời Thanh.
Từ nhỏ, Cố Giáng đã được quá kế cho chú họ Cố Đồng Cát (顧同吉) làm con thừa tự. Mẹ kế của ông là con gái nhà họ Vương, mới 16 tuổi, chưa kết hôn đã thành quả phụ, thủ tiết không tái giá. Nàng Vương ban ngày thì dệt vải, tối đến thì đọc sách đến canh hai mới đi ngủ, tự mình nuôi nấng Cố Giáng trưởng thành, thường giảng cho ông những tấm gương trung nghĩa của Nhạc Phi, Văn Thiên Tường, Phương Hiếu Nhụ. Vì lý do đó, nên sau này nhà Minh sụp đổ, Cố Giáng đổi tên thành Viêm Vũ, lấy theo tên của Vương Viêm Vũ, một học sinh của Văn Thiên Tường cả đời ẩn cư không ra làm quan cho người Mông Cổ.

## Cuộc đời

### Thời trẻ
Năm 1626, Cố Giáng trở thành Tú tài vào năm 14 tuổi, từ đó kết bạn với đồng hương Quy Trang, gia nhập Phục xã. Cố Giáng và Quy Trang đều có cá tính độc lập, chính trực, không câu nệ lễ giáo cứng nhắc, bị những người bảo thủ đương thời gọi là Quy kỳ Cố quái (歸奇顧怪).
Năm 1631, Cố Giáng cùng Quy Trang thi hương ở Ứng Thiên. Năm 1632, Cố Giáng thi tuế khảo, được Đốc học ngự sử Cam Học Khoát xếp hạng nhất đẳng, tên đứng thứ mười bốn.
Năm 1641, Cố Thiệu Phất qua đời, Cố Giang ở nhà chịu tang. Sau nhiều lần thi mà không đỗ, lại chịu ảnh hưởng từ ông nội, Cố Giáng cảm thấy nội dung khoa cử chỉ chú trọng văn chương bát cổ khô khan mà không chú trọng đến thực tài, bèn bỏ việc theo đuổi công danh, về nhà nghiền ngẫm Nhị thập nhất sử, Thực lục mười ba triều, sách địa lý, văn xuôi, tùy bút có liên quan tới dân sinh, trên cơ sở đó bắt đầu sáng tác hai tác phẩm Thiên hạ quận quốc lợi bệnh thư và Triệu vực chí.

### Kháng Thanh
Năm 1644, Lý Tự Thành đánh vào Bắc Kinh, kế đó quân Thanh tiến vào Trung Nguyên. Cố Giáng lo sợ binh tai, dẫn mẹ kế đến Thường Thục lánh nạn, ẩn cư ở suối Ngữ Liêm (语濂涇). Sau đó, ông được Huyện lệnh Côn Sơn Dương Vĩnh Ngôn (杨永言) tiến cử, được triều đình Nam Minh bổ nhiệm chức Tư vụ Bộ binh. Trong thời gian này, ông biên soạn Quân chế luận, Tình thế luận, Điền công luận, Tiền pháp luận đề xuất cải cách kinh tế và quân đội, dâng lên triều đình Hoằng Quang, nhưng không được để ý. Thất vọng với triều đình, ông bỏ quan về quê, cùng Quy Trang và Ngô Kỳ Hãng (người Gia Định) tham gia nghĩa quân của Vương Vĩnh Tộ, trấn giữ Côn Sơn, xem Hạ Doãn Di là lãnh tụ của nghĩa quân toàn phủ Tô Châu.
Năm 1645, Nam Kinh thất thủ, Cố Giáng đổi tên thành Viêm Vũ để tỏ chí. Tháng 6, quân Thanh tấn công Tô Châu, Gia Định thất thủ, Hầu Động Tăng, Mã Nguyên Điều, Hạ Vân Giao,... tử nạn, Hoàng Thuần Diệu, Cung Dụng Viên, Trương Tích Mi,... tự vẫn. Tháng sau, Côn Sơn bị bao vây, Dương Vĩnh Ngôn bỏ trốn, Cố Viêm Vũ cùng Quy Trang liên hiệp quân của Ngô Chí Quỳ (吳志葵), Lỗ Chi Dữ đến cứu, nhưng sắp thành lại bại. Ngô Kỳ Hãng tử trận, mẹ đẻ của Cố Viêm Vũ bị quân Thanh chặt tay, hai em trai Cố Toản và Cố Thằng bị giết. Kế đó, Thường Thục cũng thất thủ, mẹ nuôi của ông (đã ngoài 60 tuổi) tuyệt thực mà chết, để lại di ngôn yêu cầu ông không được phục vụ triều đình nhà Thanh.
Đường vương Chu Duật Kiện lên ngôi ở Phúc Châu tiếp tục chống Thanh. Đại học sĩ Lộ Chấn Phi lại tiến cử Cố Viêm Vũ, nhưng lần này ông không nhận chức vì đang để tang. Năm 1646, Cố Viêm Vũ quyết định đến Phúc Châu nhận chức, nhưng lại nghe theo lời của Lộ Chấn Phi, bí mật liên hệ các hào kiệt vùng Hoài Tứ, tập hợp các lực lượng nổi dậy về với triều đình. Năm 1647, Trần Tử Long, Dương Diên Xu, Cố Hàm Chính (顾咸正),... âm thầm liên hệ tướng Thanh là Ngô Thắng Triệu nổi dậy, Cố Viêm Vũ có khả năng cũng tham dự. Cuộc nổi dậy thất bại, Cố Viêm Vũ đang lưu vong, liền quay về tìm cách cứu giúp nhưng bất lực. Các chính quyền Nam Minh ở phương nam lần lượt sụp đổ, dù Cố Viêm Vũ không hề nản lòng, nhưng mất đi chỗ dựa tinh thần, công cuộc kháng Thanh của ông cũng đổ bể.

### Bắc du
Do ông và anh trưởng đã qua đời, nên Cố Viêm Vũ được kế thừa gia sản. Nhưng gặp năm thiên tai, mất mùa, nên ông phải cầm cố 800 mẫu ruộng cho cường hào Côn Sơn là Diệp Phương Hằng (葉方恆). Họ Diệp muốn biến ruộng của họ Cố thành của mình, bèn tìm cách hãm hại. Trong gia tộc có chú họ Cố Diệp Thự (顧葉墅) cùng anh họ Cố Duy (顧維) lấy cớ trong nhà khó khăn để đòi chiếm đoạt gia sản không thành, liền cấu kết với họ Diệp, cho gia nô Lục Ân (陸恩) tố cáo Cố Viêm Vũ cấu kết nghĩa quân. Viêm Vũ nổi giận, giết chết Lục Ân nên bị bắt giam hỏi tội. Nhờ người bạn Lộ Trạch Phổ giúp nên vụ án mới có thể được giải quyết. Trong khoảng thời gian này, con trai độc nhất của Cố Viêm Vũ là Cố Di Cốc (顧詒榖) chết yểu khi mới 5 tuổi.
Năm 1655, mất chốn dung thân, Cố Viêm Vũ âm thầm về nhà bán hết gia sản, lấy tên giả Tưởng Sơn Dung (蔣山傭), giả làm thương nhân rời quê hương, một đi không trở lại. Hành trình của Cố Viêm Vũ trải qua Giang Tô, Sơn Đông, Hà Bắc, Bắc Kinh, Sơn Tây, Hà Nam, Thiểm Tây, tổng cộng 7 tỉnh, hơn 70 huyện, trên 3 vạn dặm đường. Đi đến đâu, ông lại khảo sát địa hình, hỏi thăm và ghi chép lại dân tình thế thái, âm thầm liên hệ với các trí thức vẫn còn tư tưởng phản Thanh. Trong chuyến hành trình này, Cố Viêm Vũ cũng nhiều lần đến viếng Thập tam lăng, nhiều lần vào Bắc Kinh và một lần đến Sơn Hải quan (1659).
Năm 1668, Cố Viêm Vũ bị bắt giam 7 tháng do liên lụy tới vụ Hoàng Bồi thi án, nhờ người bạn Lý Nhân Đốc giúp đỡ mới được ra tù. Năm 1671, nhân lúc Cố Viêm Vũ đang nghỉ lại tại nhà của cháu ngoại Từ Càn Học (đang làm quan ở Bắc Kinh), Đế sư Hùng Tứ Lý mời ông chủ trì việc biên soạn Minh sử, nhưng ông kiên quyết từ chối, thà như Giới Chi Thôi, Khuất Nguyên lấy cái chết để tỏ chí. Năm 1678, vua Khang Hi nhà Thanh mở khoa Bác học hồng nho để thu hút kẻ sĩ cũ của nhà Minh, Cố Viêm Vũ dứt khoát rời khỏi Bắc Kinh, từ đó không quay lại. Năm 1679, triều đình nhà Thanh mở Minh sử quán, Hùng Tứ Lý một lần nữa mời chào Cố Viêm Vũ nhưng ông tiếp tục lấy cái chết ra cự tuyệt.

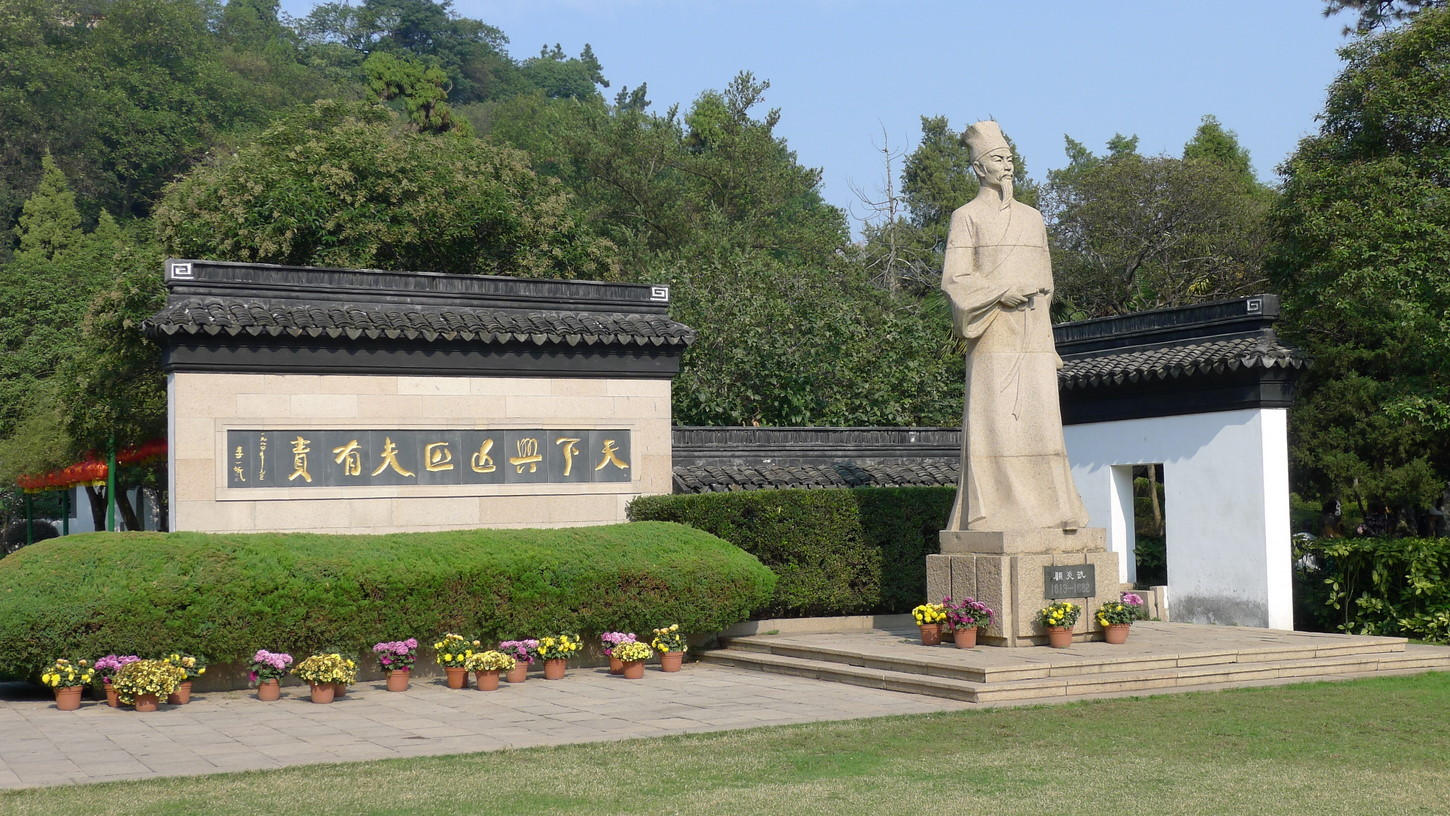
Tượng Cố Viêm Vũ ở Công viên Đình Lâm, Côn Sơn.

Rời khỏi Bắc Kinh, Cố Viêm Vũ nhiều lần tới Khúc Ốc khảo sát, giao lưu với các kẻ sĩ đất Tấn như Lý Ngung (tức Lý Nhị Khúc), Phó Sơn, Vệ Hao (衛蒿),... Ở Khúc Ốc, Cố Viêm Vũ đã khảo chứng lịch sử nước Tấn, sáng tác mười mấy bài văn thơ, đồng thời hoàn thiện tác phẩm để đời Nhật tri lục.
Tháng 8 năm 1681, Cố Viêm Vũ mang theo con thừa tự Cố Diễn Sinh (顧衍生) đến Khúc Ốc lần cuối, không may bị bệnh. Trên đường đi, Cố Viêm Vũ nhận thấy vùng Thiểm Cam đang xảy ra nhiều mâu thuẫn xã hội, liền gửi thư cho Tuần phủ Trực Lệ Vu Thành Long để phản ánh thực trạng cho vua Khang Hi. Mùng 8 tháng Giêng (1682), Cố Viêm Vũ quyết định đi thăm bạn bè, khi đi qua Hoa Âm, ông không may bị ngã ngựa và mất vào ngày hôm sau, thọ 70 tuổi.

## Học thuật
Cố Viêm Vũ là người phản đối Lý học và Tâm học Tống-Minh chỉ bàn suông về "Tâm, Lý, Tính, Mệnh", đề xướng "Kinh thế trí dụng" (經世致用), dùng học vấn thực tế đề nghiên cứu sự vật cụ thể, đề xuất dùng chủ trương "Phổ học" (樸學) để thay thế "Lý học". Cố Viêm Vũ được xem là thủy tổ ngành khảo chứng học thời Thanh. Nhiều học giả giữa thời Thanh bắt đầu noi theo Cố Viêm Vũ, tiến hành phê khảo toàn bộ lại lịch sử Trung Quốc từ tư liệu thành văn cho đến hiện vật bi ký, từ lịch sử cho đến địa lý, thiên văn, được xưng là Càn Gia học phái.
Mặt khác, Cố Viêm Vũ còn là một nhà nghiên cứu tiếng Hán cổ, được coi là người nối bước Trần Đệ. Về tư tưởng, Cố Viêm Vũ đề xướng "Chúng trị" (众治, cai trị tập thể) thay vì "Độc trị" (独治).

## Danh ngôn
Cố Viêm Vũ từng viết trong quyển 13 sách Nhật tri lục: Bảo thiên hạ giả, thất phu chi tiện, dữ hữu trách yên. (Nguyên văn: 保天下者，匹夫之賤，與有責焉。). Học giả Lương Khải Siêu cuối thời Thanh đã tổng kết lại thành: Thiên hạ hưng vong, thất phụ hữu trách (Nguyên văn: 天下興亡，匹夫有責), hiểu theo nghĩa rộng là Sự suy thịnh quốc gia là đại sự của mọi người hoặc Ai ai cũng trách nhiệm cho sự thịnh vượng của xã hội.

## Di sản
Ở quê hương Côn Sơn, có Công viên Đình Lâm và Bảo tàng Cố Viêm Vũ (顾炎武纪念馆) trong khuôn viên công viên. Năm 2005, Bảo tàng được Bộ Tuyên truyền Trung ương Trung Quốc xếp vào danh sách các "địa chỉ giáo dục lòng yêu nước" cấp quốc gia.
Nhà cũ của Cố Viêm Vũ nằm ở trấn cổ Thiên Đăng (Côn Sơn, Tô Châu) ngày nay, được kiến tạo từ thời cụ của Cố Viêm Vũ là Cố Tế (顧濟). Thời Gia Tĩnh, nhà bị quân Oa phá hủy, được vua cấp phép dựng lại. Đây một khu phức hợp thời nhà Minh với sảnh chính, khu sinh hoạt, nghiên cứu và một khu vườn. Ngôi mộ của Cố Viêm Vũ nằm ở một góc yên tĩnh của khu vườn.

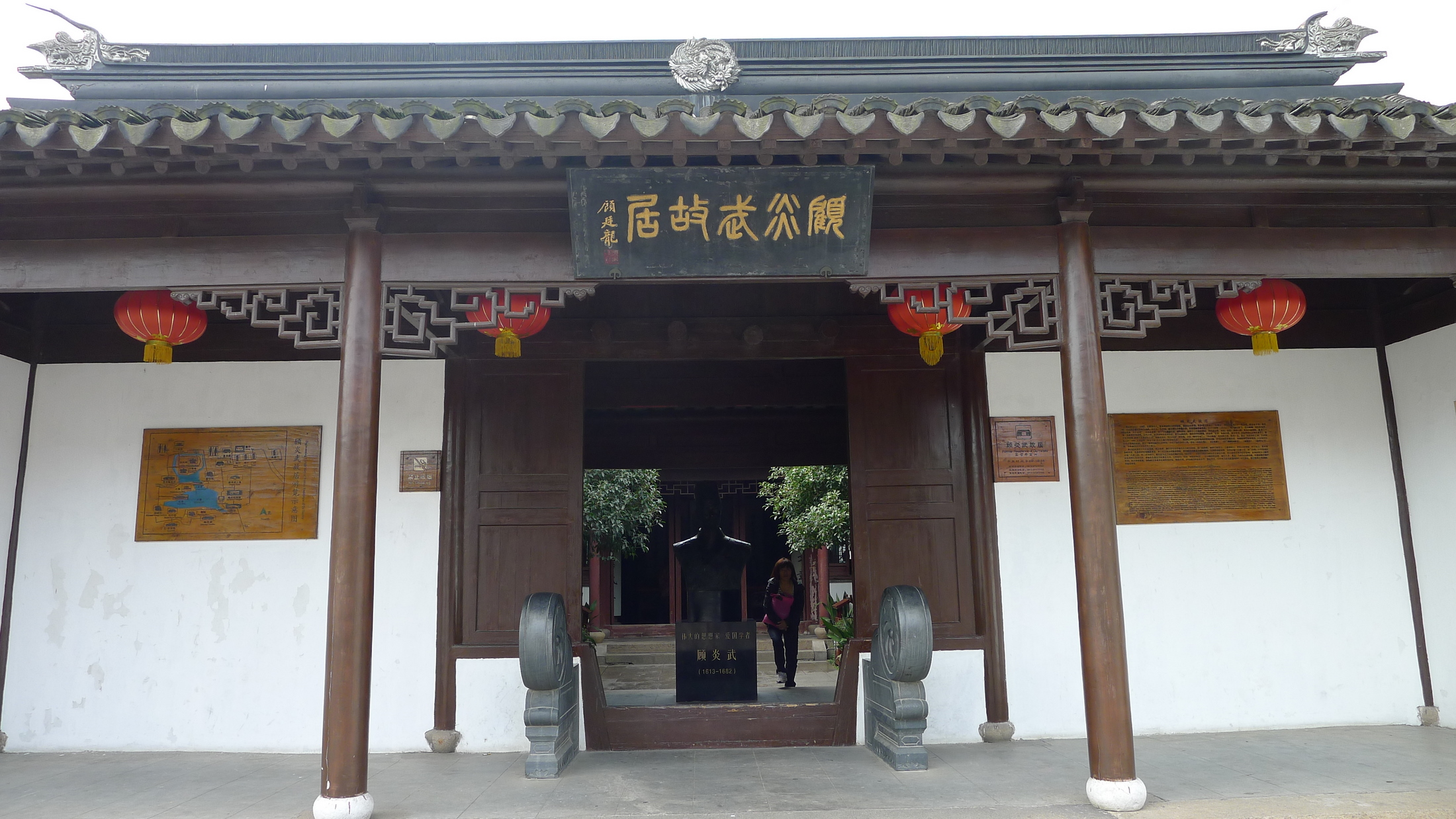
Nhà Cố Viêm Vũ ở trấn Thiên Đăng
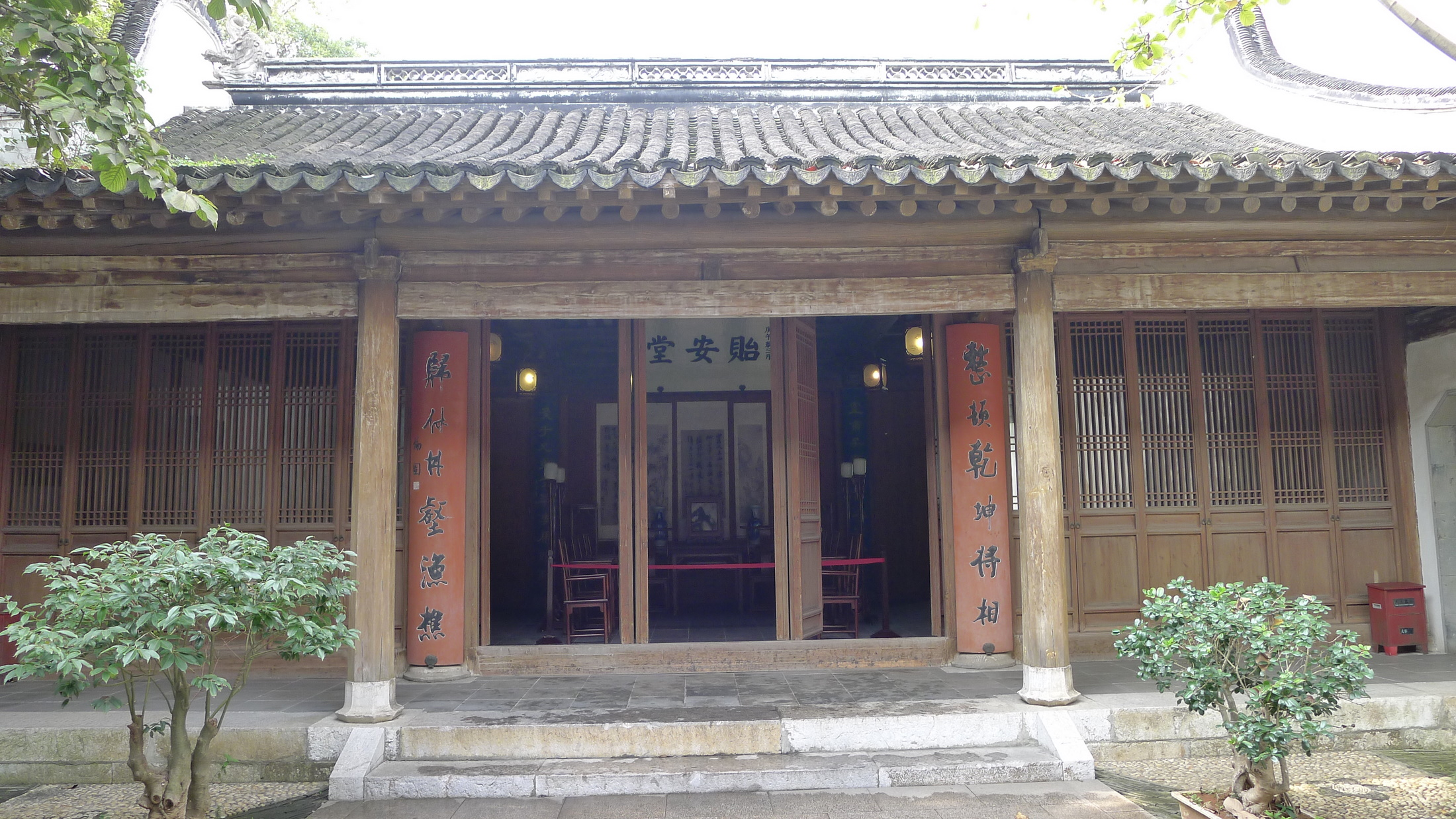
Di An đường
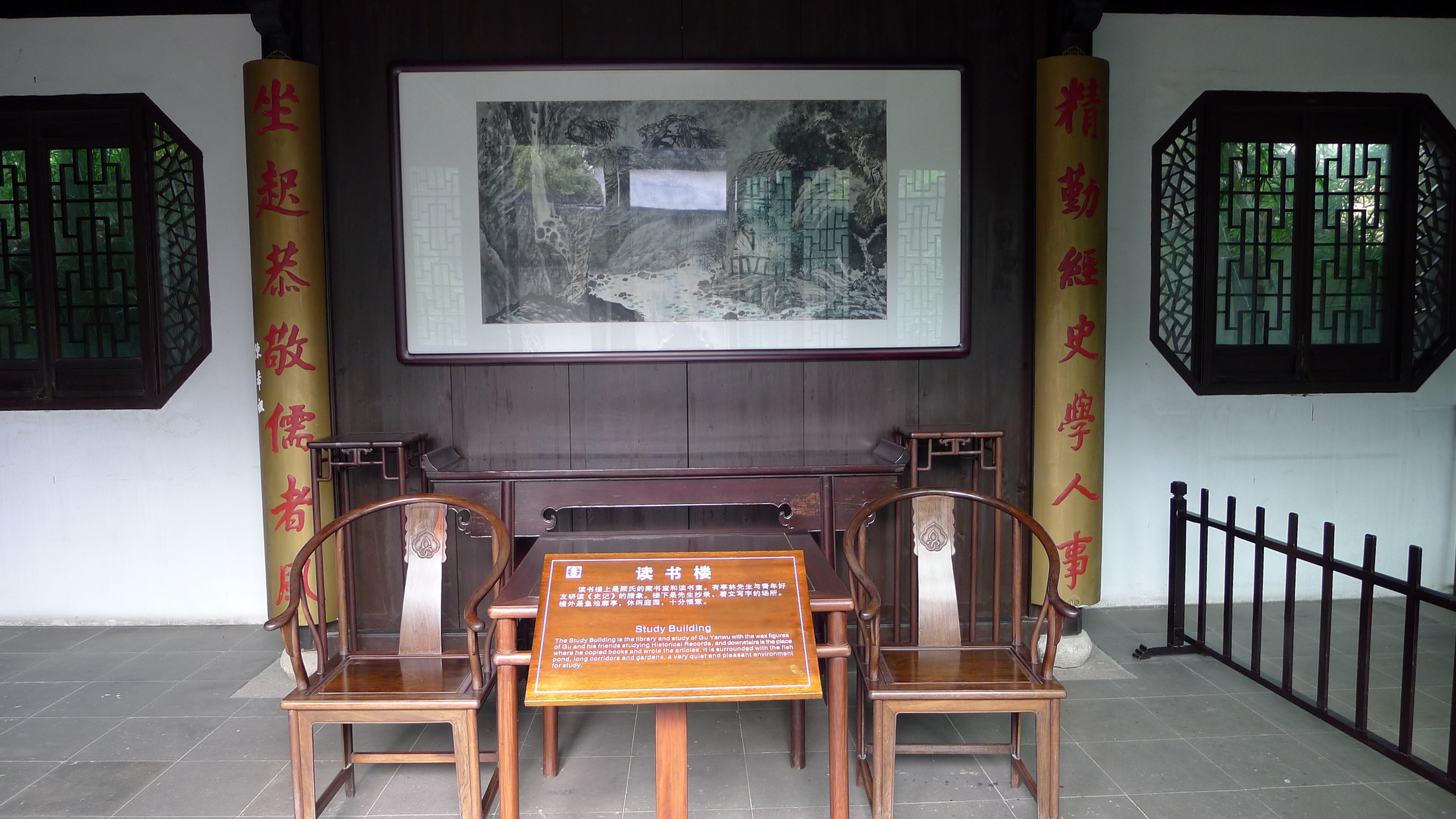
Gác đọc sách
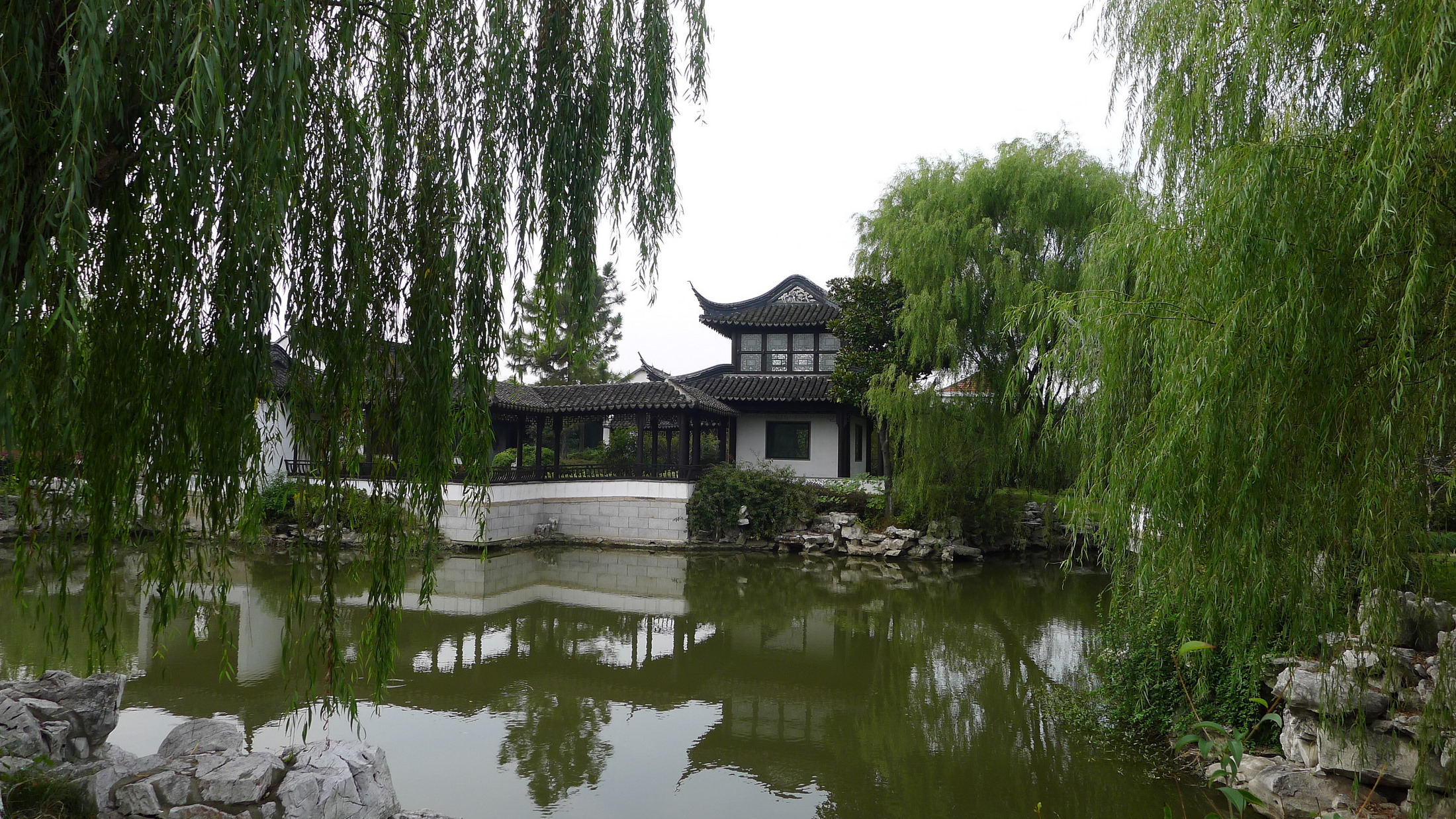
Cố viên
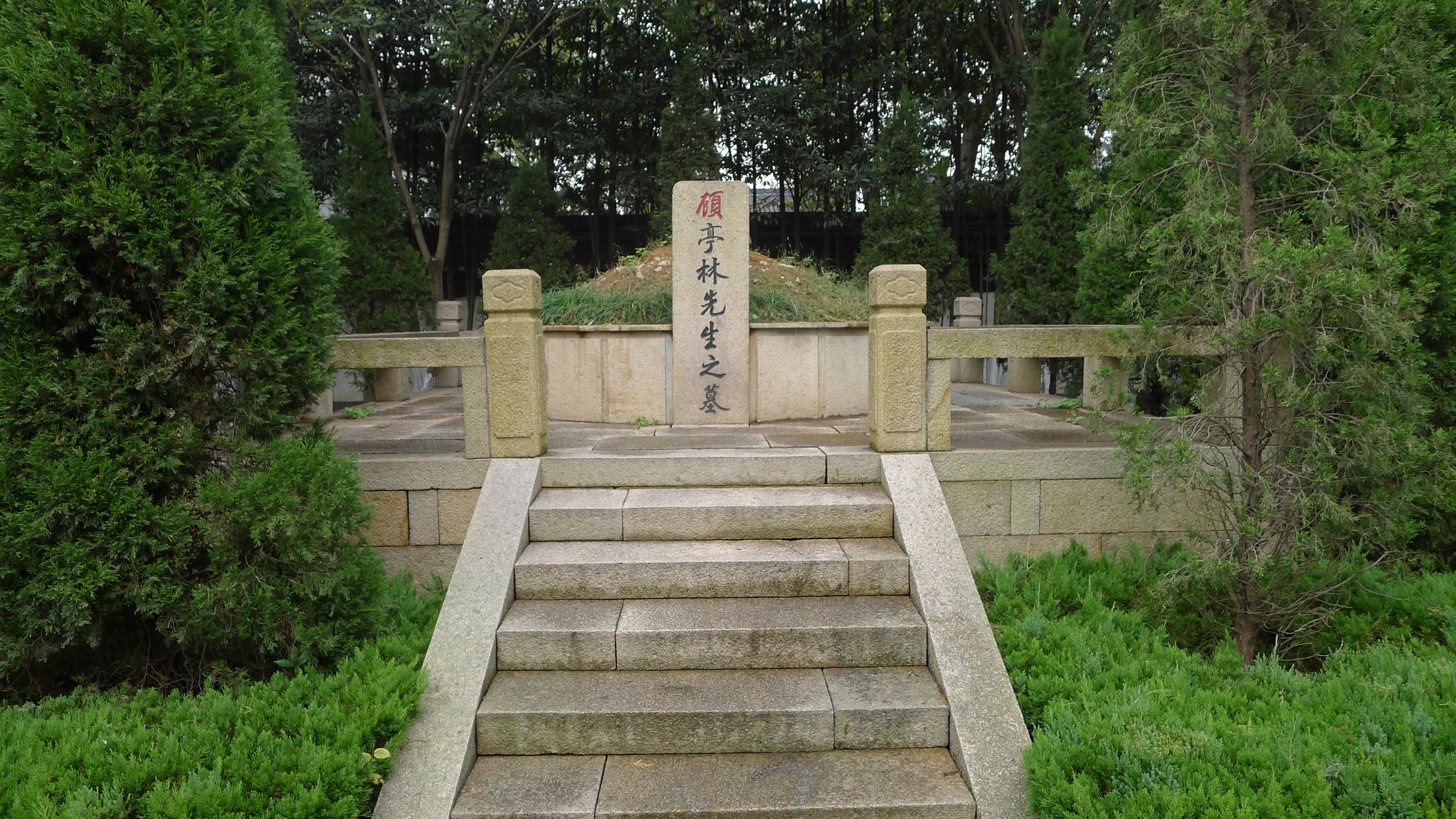
Mộ Cố Đình Lâm